# ロペ・デ・ベガ

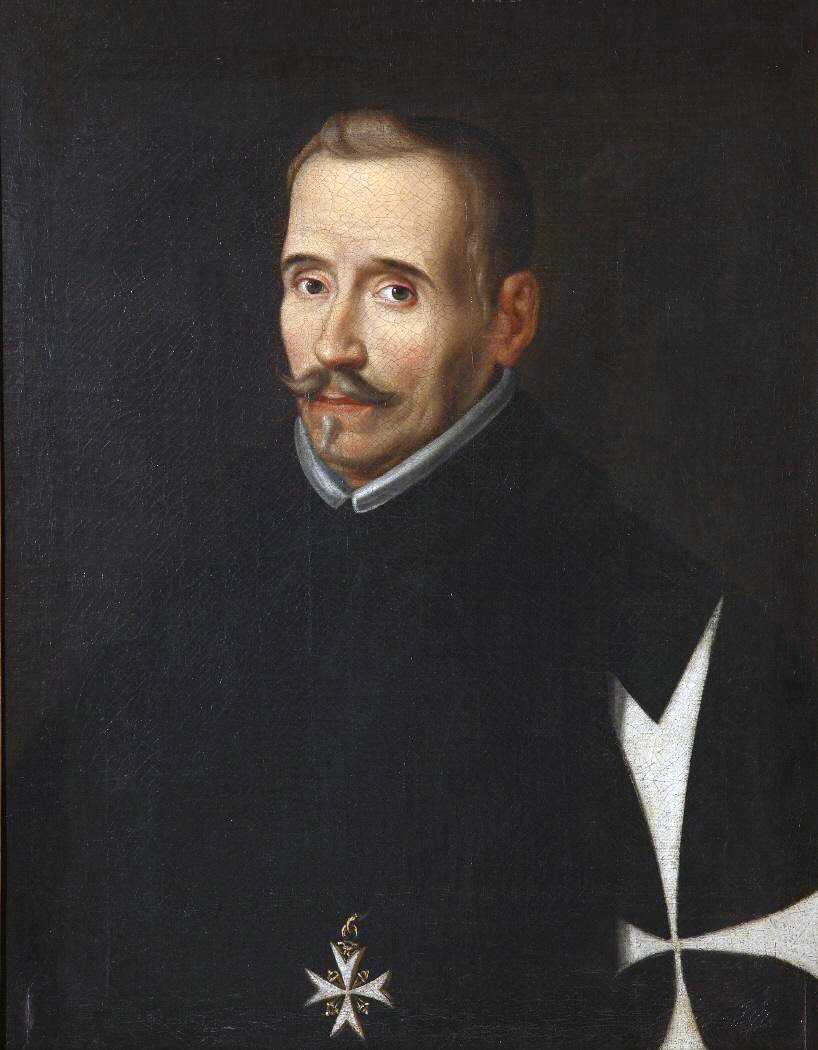

ロペ・デ・ベガ（Lope de Vega, 1562年11月25日 - 1635年8月27日）はスペインの劇作家、詩人。本名はフェリクス・ロペ・デ・ベガ・イ・カルピオ (Félix Lope de Vega y Carpio)。1,500から2,500の戯曲を書いたといわれるが、現在まで残っているのは425である。スペイン黄金世紀演劇を代表する劇作家である。

## 生涯
マドリードで生まれたベガは、子供のころからその類まれな才能の片鱗を見せ始めた。父のフェリクス・デ・ベガ・カルピオは刺繍職人、母のフランシスカ・フェルナンデス・フロレスは5人兄弟の3番目であった。5歳の時にはスペイン語とラテン語を読み、12歳で4幕の戯曲を書いたという。
マドリードのイエズス会の学院に学び、イエズス会劇に影響を受けた。アルカラ・デ・エナーレス大学に進学して1582年まで学んでいるが、修了していない。現存する最初の戯曲『ガルシラソの偉業』は、1579年に書かれている。
1583年、20歳になったばかりのベガは、女優ですでに人妻であったエレナ・オソリナと恋に落ちる。オソリナは、当時ベガが台本を書いていた劇団の座長の娘であった。ベガは恋の対象を作品中に登場させるのを常とし、オソリナはフィリスという名でロマンセの中に現れ、晩年の『ラ・ドロアテ』では主人公ドロアテとして若き日の美貌を伝えている。
17世紀に入る頃にはスペイン最高の劇作家として認知され、その作品は王家や貴族から庶民に至るまで、広く愛された。

## 作品
- バレンシアの寡婦
- オルメードの騎士
長南実訳（岩波文庫、2007年）
- 農場の番犬
『スペイン黄金世紀演劇集』（名古屋大学出版会、2003年）、「オルメードの騎士」「農場の番犬」の2編を収録

牛島信明監修、佐竹謙一・稲本健二・古屋雄一郎・中井博康訳
- フエンテ・オベフーナ
『バロック演劇名作集』（スペイン中世・黄金世紀文学選集7：国書刊行会、1994年）、岩根圀和・佐竹謙一訳「フエンテ・オベフーナ」を収録

## その他
アルマダの海戦では一兵士として従軍している。